# 遼永安陵
永安陵是中国辽朝宣宗耶律淳的陵园。
耶律淳是辽兴宗之孙，宋魏国王耶律和鲁斡之子，辽天祚帝耶律延禧的堂叔。1122年三月，金兵伐辽，辽天祚帝逃走，耶律淳在南京析津府称帝，是為北遼。1122年六月，耶律淳去世，庙号宣宗，葬于燕京（今北京）西部香山，号永安陵。永安陵俗称辽王坟，是香山上最古老的一座陵墓，陵址在香山蟾蜍峰附近。民国时，田树藩《西山名胜记》载，辽王坟的规格：“为二丈长一丈宽之三石洞”，洞址今无考。